# Althofen
Althofen je obec ležící v rakouské spolkové zemi Korutany v okrese St. Veit an der Glan. Žije zde přibližně 4 800 obyvatel.

## Geografie
Obec leží třicet kilometrů severně od Klagenfurtu.
Části obce: Aich, Althofen, Eberdorf, Epritz, Krumfelden, Muraniberg, Rabenstein, Rain, Töscheldorf a Treibach.

## Politika
Obecní zastupitelstvo se skládá z 32 členů.

### Starostové
- do roku 2015 Manfred Mitterdorfer (LFA)
- od roku 2015 Alexander Benedikt (LFA – Liste für Alle)

## Osobnosti
- Carl Auer von Welsbach (1858–1929), rakouský chemik a vynálezce

## Partnerská města
- Tamm, Německo
- Gradisca d'Isonzo, Itálie